# Жехта (Великопольське воєводство)
Жехта (пол. Rzechta) — село в Польщі, у гміні Добра Турецького повіту Великопольського воєводства.
Населення — 175 осіб (2011).
У 1975-1998 роках село належало до Конінського воєводства.

## Демографія
Демографічна структура станом на 31 березня 2011 року:
|          | Загалом | Допрацездатний вік | Працездатний вік | Постпрацездатний вік |
| -------- | ------- | ------------------ | ---------------- | -------------------- |
| Чоловіки | 92      | 23                 | 55               | 14                   |
| Жінки    | 83      | 17                 | 47               | 19                   |
| Разом    | 175     | 40                 | 102              | 33                   |